# Hemiarius verrucosus
Hemiarius verrucosus és una espècie de peix de la família dels àrids i de l'ordre dels siluriformes.

## Morfologia
- Els mascles poden assolir 80 cm de longitud total.[6][7]

## Alimentació
Menja peixos i mariscs.

## Hàbitat
És un peix d'aigua dolça i de clima tropical.

## Distribució geogràfica
Es troba a Àsia: rius Mekong i Chao Phraya.